# Lederbruin franjekelkje
Het lederbruin franjekelkje (Brunnipila palearum) is een schimmel behorend tot de familie Lachnaceae. Hij leeft saprotroof op dode grasstengels o.a. van hennegras (Calamagrostis canescens).

## Kenmerken

### Uiterlijke kenmerken
De schimmel heeft een apothecium van 0,5-1 mm groot, met een bleek vleeskleurig hymenium, bedekt met fijne lichtbruine haren aan de rand en de buitenkant. De steel is behaard en heeft dezelfde kleur als de rest van de schimmel. 

### Microscopische kenmerken
De sporen zijn 10-18 x 1,5-2,5 µm groot en transparant. De asci hebben een amyloïde top. De parafysen zijn langwerpig en steken duidelijk boven de asci uit. De haren zijn bruin met een lichtere, korrelige, stompe en gesegmenteerde top.

## Verspreiding
In Nederland komt het lederbruin franjekelkje vrij zeldzaam voor. 